# Interface forêt-urbain

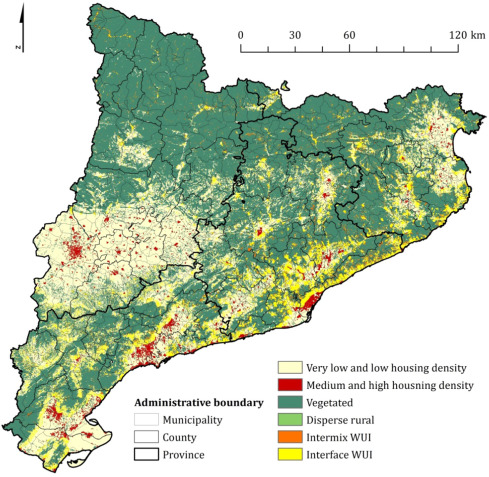
Exemple de cartographie de l'interface (écotone) entre la nature et la ville, ici en Catalogne, avec les zones de mélange et d'interface.

Dans le domaine de l'aménagement du territoire, de la biogéographie ou de la lutte contre les incendies, l'expression interface forêt-urbain (IFU) (wildland–urban interface ou WUI, en anglais) désigne la zone de transition, plus ou moins nette ou progressive, entre la nature sauvage (terres inoccupées) et les terres développées par l'activité humaine – la zone où un environnement bâti rencontre un environnement naturel ou s'y mêle. Les établissements humains de l'IFU courent un plus grand risque d'incendies de forêt catastrophiques et ont fait à ce titre l'objet de nombreuses études, notamment aux États-Unis où a émergé le concept de « communauté résiliente aux feux ».

## Définitions
Aux États-Unis, l'interface forêt-urbaine (IFU) a deux définitions.
1. Le Service forestier des États-Unis la définit qualitativement comme un lieu où « les humains et leur développement se rencontrent ou se mélangent à des combustibles naturels »[1]. Les communautés situées dans un rayon de 0,5 milles (0,804672 km) de la zone y sont incluses.
2. Pour le Federal register : il s'agit des zones naturelles ou semi-naturelles de type forêt ou maquis contenant au moins une unité d'habitation par 40 acres (16,18742568 ha) (cette définition est plus quantitative). 
La définition du Federal Register subdivise l'IFU en deux catégories, selon la densité de végétation :

- l'IFU Intermix (Intermix WUI) : terrains contenant au moins une unité d'habitation par 40 acres (16,18742568 ha) et où la végétation occupe plus de 50 % de la superficie terrestre ; un IFU est dit mélangé fortement végétalisé si la végétation occupe plus de 75 % du sol (au moins 5 km2).
- l'IFU d'interface (Interface WUI) : terrains contenant au moins une unité d'habitation par 40 acres (16,18742568 ha) et où la végétation occupe moins de 50 % de la superficie terrestre (au moins 2,4 km2).
Le développement humain empiète de plus sur la nature, ce qui conduit à une augmentation exponentielle de l'écotone nature-ville.

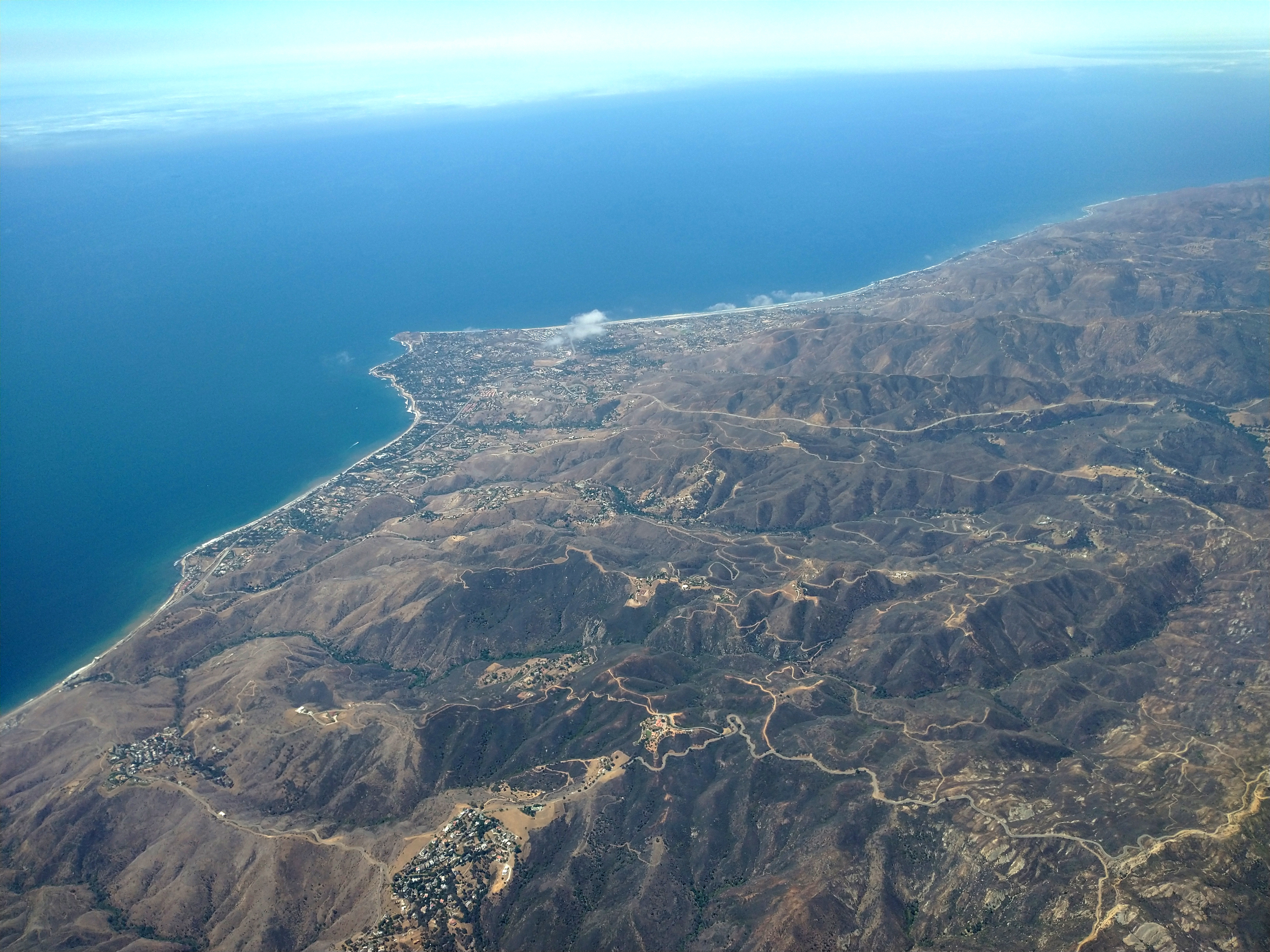
Vue aérienne de Malibu en Californie, en juillet 2021, montrant le fort développement résidentiel au cœur des montagnes. On distingue (zones plus sombres) les traces des derniers incendies sur les versants.

### Changements de population
L'urbanisme diffus en milieux naturels et/ou boisés et le mode d'occupation des sols qui a connu la croissance la plus rapide aux États-Unis de 1990 à 2010.
Parfois il est dû à des déplacements géographiques de la population plus ou moins lié à la démographie (expansion des villes, banlieues, hameaux et lotissements vers des terres périphériques, plus ou moins sauvages). Parfois, c'est l'homme qui autour de ses habitations et infrastructures a boisé des sols autrefois cultivés ou naturellement plus ouverts.
Dans 97 % des cas, il s'agissait de nouvelles constructions de logements. Aux États-Unis, à l'échelle du pays, le phénomène augmente de 18 % par décennie (6 millions de logements supplémentaires construits de 1990 à 2000, soit 32 % des structures habitables en 2013).

## Tendances
À l'échelle mondiale, l'interface forêt-urbain est en forte croissance, par exemple en Argentine, France, Afrique du Sud, Australie et dans les régions du pourtour de la mer Méditerranée,.
Et les prospectivistes s'attendent à ce que le phénomène se poursuive, notamment en raison de la migration attendue des baby-boomers à la retraite vers des communautés plus petites où le coût de la vie est moindre, proche d'une nature récréative et de beaux paysages.
Le changement climatique, et le vieillissement de la population entraîne également des flux de population vers ces interfaces avec des milieux plus naturels, ainsi que des changements dans la composition de la faune et de la flore de ces écotones,,.

### Effets écologiques
Les impacts les plus importants sont une dégradation rapide de l'indice d'intégrité forestière, avec en général l'apparition d'un maillage routier et de chemins, ainsi que de clôtures, initiant ou aggravant la fragmentation écopaysagère et de nouveaux effets-lisière. Dans le même temps, on observe un risque accru de pollution lumineuse, de pollution sonore, de dérangement, d'artificialisation et imperméabilisation des sols, de roadkill, d'incendies de forêts, d'utilisation d'engrais et de biocides et pesticides polluants, de surconsommation d'eau, d'introduction de microbes et d'espèces exotiques envahissantes et non-indigènes par l'homme (via les voies de transport, les jardins et autres aménagements paysager, notamment), au détriment des paysages et de la biodiversité.
La faune, la flore, les microclimats et les écosystèmes locaux peuvent alors être rapidement affectés, souvent irréversiblement au échelles humaines de temps.
Les espèces commensales de l'Homme se multiplient (rats notamment) et certains animaux de compagnie (chat et chien en particulier) peuvent par exemple tuer ou éloigner de grandes quantités d'oiseaux et autres petits animaux sauvages.
La fragmentation des forêts est l'un des aspects préoccupants de la rapide croissance des interfaces entre milieux construits et forêts, susceptible d'entraîner des conséquences écologiques imprévues et délétères. On a par exemple montré que la simple fragmentation accrue des forêts peut entraîner une augmentation de la prévalence de la maladie de Lyme (les souris à pattes blanches, hôte principal de la tique vectrice de la maladie de Lyme, prospèrent dans ces habitats fragmentés).
L'urbanisation croissante a de nombreux effets sur les communautés floristiques et par suite sur les communautés animales et les écopaysages.
De plus, les vecteurs de maladies présents dans ces parcelles (parfois isolées) peuvent subir une différenciation génétique, augmentant leur capacité concurrentielles et de survie dans cet environnement anthropisé et en général.
L'augmentation du risque d'incendies de forêt est démontrée dans ces zones d'interfaces. Plus de la moitié des départs de feux sont très proches d'une habitation ou d'une route, et la plupart des incendies ont une origine humaine.
Les changements écologiques provoqués par l'artificialisation des milieux et l'influence humaine, dont le dérèglement climatique, une forte consommation d'eau, la destruction ou le recul des zones humides, la fragmentation, destruction ou banalisation des autres habitats naturels, etc. ont souvent abouti à une aridification et/ou à un appauvrissement écologique des zones périphériques aux interfaces ville-nature.
En Amérique du Nord, au Chili et en Australie, la fréquence anormalement élevée des incendies dus aux graminées annuelles exotiques a entraîné un recul, voire la disparition de divers types de zones arbustives indigènes.

## Feux
Le développement et l'anthropisation croissante des l'interface entre la nature et la ville, conjuguée à une récente augmentation des grands incendies de forêt (mégafeux) a entraîné une augmentation des coûts de prévention, protection et lutte contre les incendies et des coûts d'assurance et de réparation. Aux États-Unis, de 1985 à 2016, les dépenses fédérales pour la lutte contre les incendies de forêt ont triplé, passant de 0,4 milliard de dollars par an à 1,4 milliard de dollars par an.
Entre 1985-1894 et 2005-2014, la superficie brûlée par les feux de forêt aux États-Unis a presque doublé, passant de 18 000 à 33 000 km2. Et la situation y a empiré depuis 2003.

### Évaluation des risques d'incendie de forêt
Le calcul du risque posé à une structure située dans une zone d'interface anthropisée s'effectue à l'aide de facteurs prédictifs et de simulations. L'identification des facteurs de risque, les modélisations et les simulations aident à comprendre puis à gérer la menace des incendies de forêt.
Par exemple, un facteur de proximité mesure le risque d'incendie dû à des braises transportées par le vent, qui peuvent déclencher de nouveaux incendies localisés à plus d'un mile en avant d'un front de flammes. Un facteur de végétation évalue le risque que présentent les braises transportées par le vent de déclencher un incendie ; une végétation basse, réduite et non déshydratée présente généralement un moindre risque.
Une simulation d'évaluation quantitative des risques combine les catégories de menaces d'incendies de forêt. Les zones les plus à risque sont celles où une population modérée chevauche ou est adjacente à des paysages sauvages ou à des sylvicultures susceptibles de brûler en produisant un incendie de forêt important et intense. Certaines de ces zones sont en outre plus vulnérables en raison de voies ou moyens d'évacuation limités.

#### Facteurs de risque
Le modèle de Calkin prédit un incendie de forêt catastrophique dans l'interface forêt-urbain en se basant sur trois catégories de facteurs permettent d'évaluer le degré de menace d'incendie de forêt. Ce sont 1) des facteurs écologiques qui définissent la force du feu, 2) des facteurs humains qui définissent le risque et degré d'inflammation et 3) des facteurs de vulnérabilité qui définissent les dommages. Ces facteurs sont généralement considérés dans une relation géospatiale.
La catégorie des facteurs écologiques comprend le climat, les régimes météorologiques saisonniers, la répartition géographique de la végétation, les données spatiales historiques sur les incendies de forêt et les caractéristiques géographiques ; l'environnement détermine la taille et l'intensité des incendies de forêt.
La catégorie des facteurs humains comprend la disposition et la densité des logements et autres constructions. La densité est en corrélation avec le risque d'incendies de forêt pour deux raisons : 1) les gens provoquent des incendies ; de 2001 à 2011, les humains ont causé 85 % des incendies de forêt enregistrés par le National Interagency Fire Center (NIFC) ; 2) l'anthropisation du milieu et la présence humaine intensifient en général de risque d'incendies de forêt car augmentant la présence de matériaux inflammables et produisant des braises mobiles, comme les bardeaux de bois. On n'observe pas de relation linéaire entre la densité de population et le risque d'incendies de forêt. À faible densité de population, le risque d'incendies d'origine humaine directe est en moyenne faible ; il augmente avec la densité de population (qui peut être estival en zone touristique), puis il diminue au delà d'un certain seuil de densité de population. Cela a été observé pour toute une série d'environnements en Amérique du Nord, dans le bassin méditerranéen, au Chili et en Afrique du Sud. Les raisons possibles de cette diminution incluent une diminution des espaces ouverts et propices à la production et transmission des braises, une fragmentation des zones combustibles par le développement urbain, et une plus grande qualité et disponibilité des ressources en matière de lutte contre le feu.
Les zones à densité de population modérée tendent à présenter le risque d'incendie de forêt le plus élevé (par rapport aux zones à densité de population faible ou élevée).
La catégorie « facteur de vulnérabilité » correspond aux facilités et vitesse d'évacuation de la population grâce à la proximité des structures habitables avec les routes ou zones refuges, l'adéquation des administrateurs aux responsabilités, le type d'occupation des sols, les normes de construction et le type d'aménagement écopaysager.

#### Simulations de risques
La propagation des incendies de forêt est généralement simulée à l'aide d'un algorithme de temps de trajet minimum (MTT).
Avant les algorithmes MTT, les limites de feu étaient modélisées par une application du principe de Huygens (limites sont traitées comme des fronts d'ondes sur une surface bidimensionnelle).
Les méthodes de temps de trajet minimum (MTT) s'appuient sur le principe de Huygens pour trouver un temps minimum nécessaire au feu pour se déplacer entre deux points. Le MTT suppose des facteurs presque constants tels que des facteurs environnementaux pour la direction du vent et l'humidité du combustible. Le MTT est avantageux par rapport à Huygens en termes d'évolutivité et de vitesse d'algorithme. Cependant, les facteurs sont dynamiques et une représentation constante se fait au prix d'une fenêtre limitée et le MTT n'est donc applicable qu'aux simulations à courte échelle de temps.

### Gestion des risques
L'inflammabilité des structures et de la végétation peut être réduite grâce à une gestion des risques axée sur la communauté, par une réduction des vulnérabilités de celle-ci. Le degré de contrôle de la vulnérabilité aux feux de forêt est par exemple évalué au regard des mesures de préparation, de responsabilités et l'existence de stratégies de zones de défense.

#### Réduire les risques grâce à une bonne répartition des responsabilités

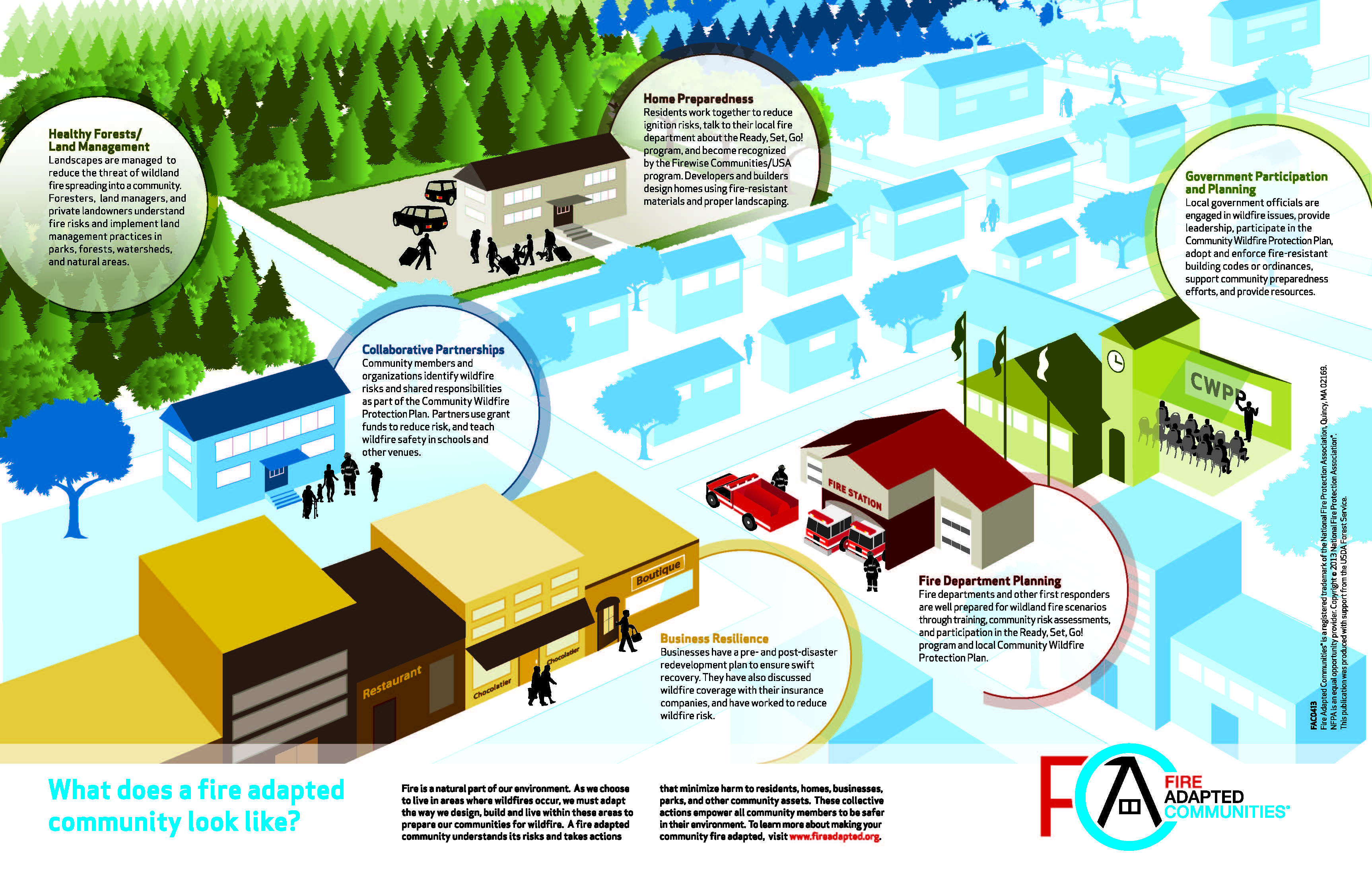
En anticipant et répartissant judicieusement les responsabilités de gestion des incendies de forêt, les communautés peuvent atténuer les risques liés au feu.

La probabilité d'un incendie de forêt catastrophique dans une zone d'interface peut, dans une certaine mesure, être réduite par l'attribution de responsabilités pour trois objectifs réalisables : 1) contrôler l'intensité potentielle des feux de forêt, 2) réduire les sources d'inflammation et 3) réduire la vulnérabilité. Quand ces objectifs sont atteints, on parle parfois de « communauté adaptée au feu ». Le US Forest Service les définit comme suit : « une communauté bien informée et engagée dans laquelle la sensibilisation et les actions des résidents concernant les infrastructures, les bâtiments, l'aménagement paysager et l'écosystème environnant diminuent le besoin de mesures de protection étendues et permettent à la communauté d'accepter le feu en toute sécurité. comme partie intégrante du paysage environnant. »
Trois entités sont généralement co-responsables de la réalisation des trois objectifs évoqués plus haut : 1) les agences ou entités responsables de la gestion des terres, 2) les gouvernements locaux et 3) les individus.
- Les agences de gestion des terres éliminent les sources de départs et de propagation de feux, tout en renforçant les infrastructures, afin de réduire la taille et l'intensité des incendies qui surgiront à proximité des habitations, grâce à une gestion des combustibles et de la végétation, et en réduisant la vulnérabilité par l'éducation communautaire et une préparation individuelle au risque de feux.
- Les gouvernements locaux réduisent le facteur humains, notamment en édictant et faisant respecter des règles d'urbanisme décourageant le développement d'habitat à densité modérée.
- Les individus, groupes et familles, réduisent leur vulnérabilité en améliorant la résistance de leur maison à l'inflammation (moindre inflammabilité des structures extérieures, élimination des matériaux générateurs de braise).

Les « communautés adaptées au feu » peuvent mieux vivre avec le risque d'incendies de forêt.
La préparation des groupes et individus, au moyens d'exercices et de formations est au cœur de l'exercice de responsabilité, qui par ailleurs réduit la charge de dépenses pour les gouvernements locaux, régionaux et nationaux.

#### Réduire les risques grâce aux défenses de zone
Le risque qu'une structure s'enflamme lors d'un incendie de forêt est calculé par une métrique Home Ignition Zone (HIZ). La ZHI comprend au minimum l'espace situé dans un rayon de 200′ 0″ (60,96 m) autour d'une structure. Le HIZ est une ligne directrice destinée à toute personne responsable de la protection des structures contre les incendies de forêt ; les propriétaires et les locataires (propriétaire s'ils sont identiques) sont responsables de la construction physique et de l'entretien des zones de défense tandis que le gouvernement local définit les limites d'utilisation des terres de manière que les zones de défense soient efficaces (remarque : la résistance au feu est arbitraire et n'est pas définie en heures de résistance pour un degré de chaleur donné ; ces lignes directrices sont assouplies pour les arbres à feuilles non persistantes qui sont moins inflammables ; ce guide n'est pas destiné à empêcher la combustion de structures individuelles lors d'un incendie de forêt - il est destiné à prévenir les incendies de forêt catastrophiques dans la zone d'interface) :
- Lignes directrices pour les structures :
  - Les matériaux de toiture sont résistants au feu et ne produisent pas de braises.
  - Les matériaux des murs extérieurs sont résistants au feu.
  - Les évents pour les avant-toits, les greniers, les fondations et le toit sont recouverts d'un treillis métallique suffisamment fin pour retenir les braises.
  - Les matériaux des terrasses et des porches sont résistants au feu.
- Lignes directrices pour l'aménagement paysager :
  - Gardez une la végétation autour des fenêtres (la chaleur briserait le verre).
  - Maintenir les arbres à au moins 9-10 m des murs du bâtiment à protéger ; il s'agit d'une zone de non-culture en terre nue, où il est possible de maintenir un gazon vert tondu, un paillis non combustible et/ou des plantes à feuilles caduques clairsemées.
  - Empêchez les arbres de pousser à moins de 9-10 m de la structure.
  - Gardez la végétation éclaircie à moins de 30 m de la structure.
- Lignes directrices pour l'entretien extérieur :
  - Taillez les branches des arbres de manière qu'elles soient au moins à 3 m des toits.
  - les branches d'arbres ne doivent pas toucher les lignes électriques.
  - Enlevez les débris combustibles tombés du toit, des gouttières, des puits de fenêtre et sous les terrasses.
  - Taillez les branches d'arbre à hauteur d'homme (1,8 m) au dessus du sol.
  - Supprimer les feuilles mortes et d'aiguilles (les enfouir/composter).
  - Retirez et éliminez les arbres et arbustes morts.
- Lignes directrices pour les produits inflammables :
  - ne pas stocker de produits combustibles (bois de chauffage inclus) à moins de 3 m des structures primaires et auxiliaires.
  - Maintenir un espace nu de 3 m autour des réservoirs de propane ou des réservoirs de mazout.

#### Défis de la gestion des risques
Trois défis sont :
- les incendies de forêt sont un processus écologique qui contribue naturellement au développement des écosystèmes et de nombreuses terres sauvages sont historiquement prédisposées aux incendies périodiques ; l'éradication des incendies dans les régions d'interface n'est pas réalisable ;
- la coordination des efforts de gestion des incendies de forêt est difficile car les incendies de forêt peuvent se propager sur de longues distances ; les communautés varient en termes de risque d'incendie de forêt et de préparation ;
- le risque réel d'incendies de forêt et les attentes sociopolitiques à l'égard des services de gestion des incendies de forêt ne correspondent pas ; les vrais dangers sont masqués par un excès de confiance.

Un exemple de performance des communautés adaptées au feu a été montré en novembre 2018 quand le Camp Fire — grand incendie de fin de saison — a traversé la communauté de Concow dans le comté de Butte en Californie. Cette communauté était adaptée au feu, mais elle a été détruite par un feu dont le front de flammes n'a pas ralenti comme on s'y attendait et il s'est poursuivi dans les milieux naturels situés entre la communauté de Concow et la ville de Paradise qu'il a détruit. Cet incendie pourrait provenir d'une ligne électrique non durcie, récemment repensée mais qui n'avait pas été reconstruite avec un durcissement contre l'inflammation là où elle passait dans la zone d'interface. Ce feu a montré les limites de la théorie des communautés adaptées au feu face à des vents catabatiques et la responsabilité des agences de gestion des terres dans le contrôle des sources d'inflammation des infrastructures.